# Forçut de Xixona
El Forçut de Xixona és un personatge imaginari de la cultura popular valenciana amb un caire negatiu, ridícul i perillós.
Enric Valor ens parla d'ell en una de les seues rondalles, l'anomenada “El forçut de Xixona”, on el presenta com un ésser humà de característiques físiques extraordinàries, molt semblants a les dels gegants i inclús a les dels ogres.
És un personatge amb molt poc de trellat, preocupat tan sols de menjar.
El “Forçut de Xixona” és un xiquet gran, que menja tot que troba, primer el del Forner, per al que porta llenya i després de tot el poble. Aquest personatge té diverses versions segons la zona geogràfica, així, és versemblant a “catorce panes”, en castellà, com a la versió de Ciudad Real, però també sembla a “En Pere Catorze” de la tradició catalana.
El personatge té un final ridícul i funest, ja que, com que tenia moltíssima set, es fica dintre d'una bóta o tonell on es dorm. Quan una raboseta li furga amb la pota, en voler-la matar, redola la bóta, cau per un barranc, i es mata.
Rafael Beltran el considera que pot relacionar-se amb el personatge mitològic destructiu anomenat Faetont.